# ادیرسن (بازیکن فوتبال، زاده ۱۹۸۹)
ادیرسن (انگلیسی: Éderson؛ زادهٔ ۱۳ مارس ۱۹۸۹) بازیکن فوتبال اهل برزیل است.
از باشگاه‌هایی که در آن بازی کرده‌است می‌توان به باشگاه فوتبال اتلتیکو پارانائنزه، باشگاه فوتبال الوصل امارات، و باشگاه فوتبال کاشیوا ریسول اشاره کرد.